# Waitomo

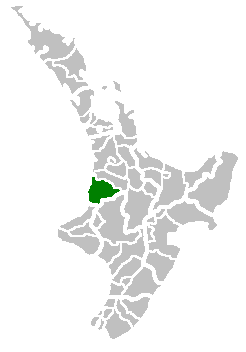
Ubicación de Waitomo.

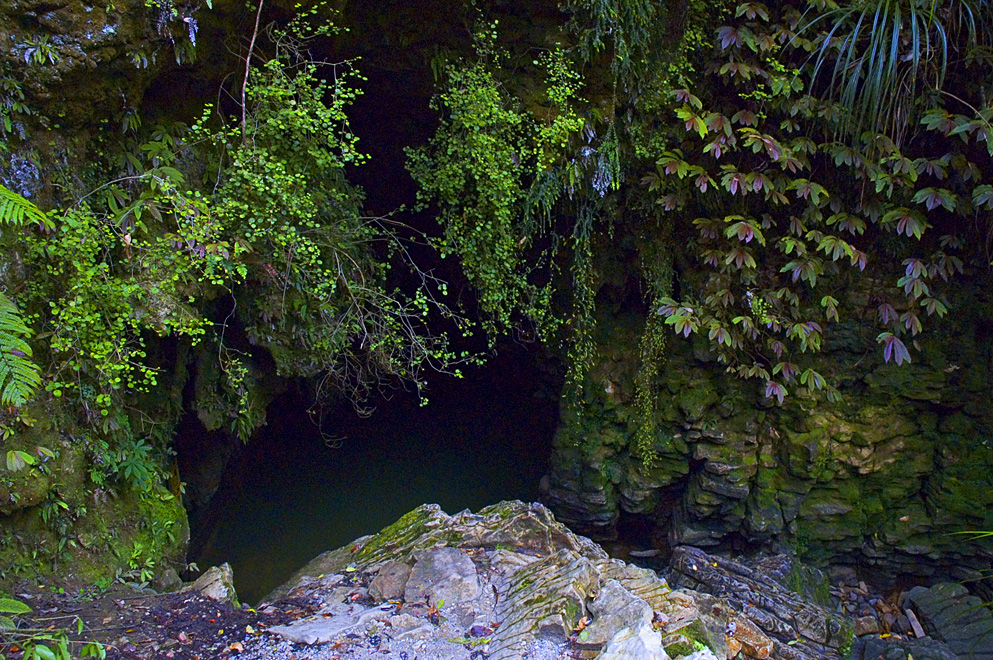
Entrada a una cueva. El distrito de Waitomo es conocido por sus cuevas de piedra caliza.

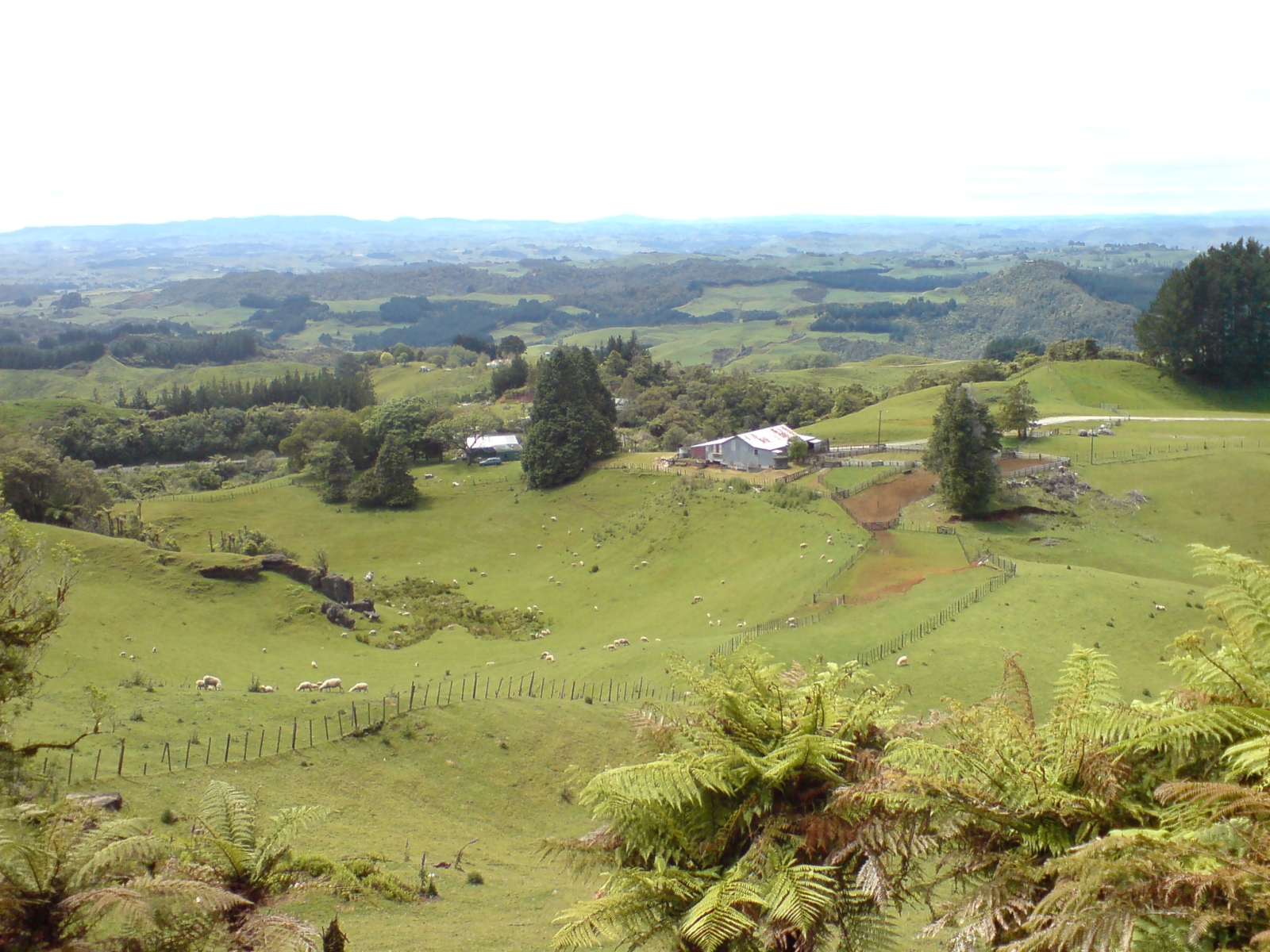
Una granja en el distrito.

Waitomo es una autoridad territorial en el sudeste de la región de Waikato en la Isla del Norte de Nueva Zelanda. Una pequeña parte del distrito, la población de Tiroa, sin embargo, se extiende en la región de Manawatu-Wanganui.
El distrito es una región rural, predominantemente dedicada a la actividad lechera. La sede del Consejo del Distrito de Waitomo está en Te Kuiti, la cual tiene una población de alrededor de 4500. Ninguna otra aldea en el distrito tiene una población superior a los 500. La población total del distrito en el censo de 2006 era aproximadamente de 9500, de los cuales 39% fueron maoríes. El distrito tiene una superficie de 3,546.76 km², 94.87 por ciento de la cual se extiende en región de Waikato y solo el 5.13 por ciento en la región de Manawatu-Wanganui.
Las principales industrias del área son ganadería ovina, silvicultura, y explotación de caliza.
El área es conocida por las Cuevas de Waitomo de Karst, 12 kilómetros al noroeste de Te Kuiti. Otras numerosas cuevas de piedra caliza también se pueden encontrar en el distrito de Waitomo.
Waitomo tiene también un hotel de estilo antiguo construido en 1908 y reacondicionado en los años 1930. El Waitomo Caves Hotel mira hacia el poblado de Waitomo.